# ドイツ・ブンデスリーガ1968-1969
フースバル・ブンデスリーガ 1968-1969はドイツサッカー協会 (DFB) によって開催された男子全国最上位リーグの第6シーズン目である。FCバイエルン・ミュンヘンが優勝し、2回目のドイチャー・フースバルマイスターの座に就いた。

## 概要
バイエルンは開幕5連勝で抜け出し、第2節以降一度も首位から転落せず、2位アレマニア・アーヘンに勝ち点8差をつけて優勝した。ちなみに、アーヘンと最下位キッカーズ・オッフェンバッハとの勝ち点差はわずか10ポイントだった。さらにバイエルンはDFBポカール1968-1969でも優勝し、1936-1937シーズンのFCシャルケ04以来となる、マイスターシャフト・ポカールの二冠を達成した。これ以降バイエルンは国際舞台でも存在感を示していくこととなる。ちなみに優勝監督ブランコ・ゼベツは、リーグ戦においてわずか13人の選手しか起用しなかった。
18位オッフェンバッハと並んで、昨季王者でありレコードマイスター (ドイツ制覇回数最多)の1.FCニュルンベルクが、17位で降格した。1.FCNが所属リーグから下に落ちるのは、これが初めてである。得点王はバイエルンのゲルト・ミュラー、30ゴール。

## 順位表[4]
| 順 | チーム                               | 試 | 勝 | 分 | 敗 | 得 | 失 | 得率  | 点 | 出場権または降格                            |
| -- | ------------------------------------ | -- | -- | -- | -- | -- | -- | ----- | -- | ------------------------------------------- |
| 1  | FCバイエルン・ミュンヘン (C)         | 34 | 18 | 10 | 6  | 61 | 31 | 1.968 | 46 | UCC出場                                     |
| 2  | アレマニア・アーヘン                 | 34 | 16 | 6  | 12 | 57 | 51 | 1.118 | 38 |                                             |
| 3  | ボルシア・メンヒェングラートバッハ   | 34 | 13 | 11 | 10 | 61 | 46 | 1.326 | 37 |                                             |
| 4  | アイントラハト・ブラウンシュヴァイク | 34 | 13 | 11 | 10 | 46 | 43 | 1.070 | 37 |                                             |
| 5  | VfBシュトゥットガルト                | 34 | 14 | 8  | 12 | 60 | 54 | 1.111 | 36 | ICFC出場                                    |
| 6  | ハンブルガーSV                       | 34 | 13 | 10 | 11 | 55 | 55 | 1.000 | 36 | ICFC出場                                    |
| 7  | FCシャルケ04                         | 34 | 14 | 7  | 13 | 45 | 40 | 1.125 | 35 | CWC出場                                     |
| 8  | アイントラハト・フランクフルト       | 34 | 13 | 8  | 13 | 46 | 43 | 1.070 | 34 |                                             |
| 9  | ヴェルダー・ブレーメン               | 34 | 14 | 6  | 14 | 59 | 59 | 1.000 | 34 |                                             |
| 10 | TSV1860ミュンヘン                    | 34 | 15 | 4  | 15 | 44 | 59 | 0.746 | 34 | ICFC出場                                    |
| 11 | ハノーファー96                       | 34 | 9  | 14 | 11 | 47 | 45 | 1.044 | 32 | ICFC出場                                    |
| 12 | MSVデュイスブルク                    | 34 | 8  | 16 | 10 | 33 | 37 | 0.892 | 32 |                                             |
| 13 | 1.FCケルン                           | 34 | 13 | 6  | 15 | 47 | 56 | 0.839 | 32 |                                             |
| 14 | ヘルタBSC                            | 34 | 12 | 8  | 14 | 31 | 39 | 0.795 | 32 | ICFC出場                                    |
| 15 | 1.FCカイザースラウテルン             | 34 | 12 | 6  | 16 | 45 | 47 | 0.957 | 30 |                                             |
| 16 | ボルシア・ドルトムント               | 34 | 11 | 8  | 15 | 49 | 54 | 0.907 | 30 |                                             |
| 17 | 1.FCニュルンベルク (R)               | 34 | 9  | 11 | 14 | 45 | 55 | 0.818 | 29 | フースバル・レギオナルリーガ1969–1970に降格 |
| 18 | キッカース・オッフェンバッハ (R)     | 34 | 10 | 8  | 16 | 42 | 59 | 0.712 | 28 | フースバル・レギオナルリーガ1969–1970に降格 |

1. ↑  バイエルンがDFBポカール1968–1969（ドイツ語版）で優勝したため、ポカール準優勝のシャルケがCWC出場権を獲得した。

## 観客動員数ランキング[5]
|      | クラブ                               | 総観客数  | 平均   |
| ---- | ------------------------------------ | --------- | ------ |
| 01.  | ヘルタBSC                            | 728.330   | 42.842 |
| 02.  | 1.FCニュルンベルク                   | 440.833   | 25.931 |
| 03.  | FCバイエルン・ミュンヘン             | 428.032   | 25.178 |
| 04.  | 1.FCケルン                           | 424.043   | 24.943 |
| 05.  | ハノーファー96                       | 394.367   | 23.198 |
| 06.  | ボルシア・ドルトムント               | 392.631   | 23.095 |
| 07.  | アイントラハト・フランクフルト       | 371.983   | 21.881 |
| 08.  | FCシャルケ04                         | 366.559   | 21.562 |
| 09.  | VfBシュトゥットガルト                | 364.490   | 21.440 |
| 10.  | キッカース・オッフェンバッハ         | 359.458   | 21.144 |
| 11.  | ハンブルガーSV                       | 350.125   | 20.595 |
| 12.  | ボルシア・メンヒェングラートバッハ   | 335.590   | 19.740 |
| 13.  | ヴェルダー・ブレーメン               | 315.123   | 18.536 |
| 14.  | アレマニア・アーヘン                 | 276.942   | 16.290 |
| 15.  | 1860ミュンヘン                       | 272.218   | 16.012 |
| 16.  | MSVデュイスブルク                    | 260.252   | 15.308 |
| 17.  | アイントラハト・ブラウンシュヴァイク | 258.916   | 15.230 |
| 18.  | 1.FCカイザースラウテルン             | 210.605   | 12.388 |
| 総計 | 総計                                 | 6.550.497 | 21.406 |

## 得点ランキング[6]
ゲルト・ミュラーは前半戦だけで20ゴールを決めた。これは2020-2021シーズンにロベルト・レヴァンドフスキが22ゴールで更新するまで、前半戦最多得点記録であった。
| 順位 | 国籍                                 | 選手                   | クラブ                               | 得点数 |
| ---- | ------------------------------------ | ---------------------- | ------------------------------------ | ------ |
| 1    | 西ドイツの旗                         | ゲアト・ミュラー       | FCバイエルン・ミュンヘン             | 30     |
| 2    | 西ドイツの旗                         | ウーヴェ・ゼーラー     | ハンブルガーSV                       | 23     |
| 3    | ユーゴスラビア社会主義連邦共和国の旗 | ヨシップ・スコブラル   | ハノーファー96                       | 18     |
| 4    | 西ドイツの旗                         | ヴェアナー・ゲーアツ   | ヴェルダー・ブレーメン               | 15     |
| 4    | 西ドイツの旗                         | ヘアバート・ラウメン   | ボルシア・メンヒェングラートバッハ   | 15     |
| 4    | 西ドイツの旗                         | ハートムート・ヴァイス | アイントラハト・ブラウンシュヴァイク | 15     |

## FCバイエルン・ミュンヘンのマイスターマンシャフト[8]
| 1. | FCバイエルン・ミュンヘン |
|    | - GK: ゼップ・マイアー (34試合/-得点) - DF: ヴェアナー・オルク (c) (34/1); ペーター・プム (34/-); ゲオーク・シュヴァーツェンベック (34/-); ペーター・クプファーシュミット (22/-) - MF: アオゴスト・シュタレク (34/4); フランツ・ロート (34/2); フランツ・ベッケンバウアー (33/2); ヘルムート・シュミット (1949年生まれのサッカー選手) (21/2) - FW: ライナー・オールハウザー (34/10); ディーター・ブレニンガー (34/9); ゲアト・ミュラー (30/30); グスタフ・ユン (サッカー選手) (4/-) - 監督: ブランコ・ゼベツ - リーグ戦出場なし: フリッツ・コーザー; ベンノ・ツェラーマイアー; ペーター・シュテークマン; アルブレヒト・ヴァハスマン; ラインハート・リッパート. |

## 移籍市場

### FCバイエルン・ミュンヘン
今季成績： 1位, 監督： ブランコ・ゼベツ → ズラトコ・チャイコヴスキ 1967/68: 5位
| 入団 | - グストル・シュタレク, 34-4, 1. FCニュルンベルク, BL - ペーター・プム, 34-0, ヴァッカー・インスブルック - ヘルムート・シュミット (1949年生まれのサッカー選手), 21-2, 下部組織 - ラインハート・リッパート, 出場なし, バイエルン州のアマチュア選手 - ペーター・シュテークマン, アルブレヒト・ヴァッハスマン, ベンノ・ツェラーマイアー, 出場なし, (バイエルン州のアマチュアリーグから入団) |
| 退団 | - ディーター・コウルマン, キッカース・オッフェンバッハ (BLから降格) - ハンス・ノヴァク (サッカー選手), キッカース・オッフェンバッハ (BLから降格) - ペーター・ヴェアナー (サッカー選手), キッカース・オッフェンバッハ (BLから降格) - ホアスト・シャウス, 1. FCザールブリュッケン (RLズュートヴェスト) - ヘアベアト・シュテックル, ヴッパーターラーSV (RLヴェスト) - ハンス・リゴッティ, 1. FCニュルンベルク (BL) - ルドルフ・ナフツィガー, FCザンクト・ガレン - クラウス・ヴァライトナー, TSVハール (ハール (バイエルン州)) |

### アレマニア・アーヘン
今季成績： 2位, 監督： ミヒャエル・プファイファー (サッカー選手), 1967/68: 11位
| 入団 | - ロジェ・クレーセン, 29-9, スタンダール・ドゥ・リエージュ - イオン・イオネスク, 24-7, FCラピド・ブクレシュティ - ユップ・カペルマン, 21-2, SC1930バーデンベルク/ユーゲント, ベツィルク・ミッテルライン - ヴェアナー・ショルツ (サッカー選手), 30-0, ハムボルン07, RLヴェスト - ヴェアナー・テンブルック, 7-0, VfRノイス, RLヴェスト - ヴェアナー・ペーラー, 2-0, 1. FCメンヒェングラートバッハ, LLニーダーライン Gr. 2 - ヴォルフガン・ハビヒ, 1-0, アマチュアから昇格, LLミッテルライン St. 2 |
| 退団 | - オラシオ・トロチェ, ボナーSC, RLヴェスト - アルフレート・グレンスキ, ボナーSC, RLヴェスト - ヴィリ・クリーガー, ボナーSC, RLヴェスト - フアン・カルロス・ボルテイロ, アイントラハト・トリアー, RLズュートヴェスト - ハンス＝ユアゲン・フェアディナント, FCキアッソ - ヴォルフガン・クレックナー, ボナーSC, RLヴェスト |

### ボルシア・メンヒェングラートバッハ
今季成績： 3位, 監督： ヘネス・ヴァイスヴァイラー, 1967/68: 3位
| 入団 | - ハートヴィヒ・ブライディック, 34-3, ゼースターSV, LLヴェストファーレン St. 5 - ヴィンフリート・シェーファー, 17-2, TuSマイエン, ALラインラント - ヴォルフガン・クレフ, 9-0, VfLシュヴェアテ, フェアバンツリーガ・ヴェストファーレン Gr. 2 - ゲアト・ツィマーマン (サッカー選手), 2-0, ユーゲントから昇格 - ハインツ・コッホ (サッカー選手), 出場なし, VfRビュットゲン/ユーゲント, ベツィルクスクラッセ・リンカー・ニーダーライン |
| 退団 | - ヴェアナー・ヴァダイ, ボナーSC, RLヴェスト - ディーター・バウマンス, ホルシュタイン・キール, RLノルト - クラウス＝ヴィリ・バウマンス, ホルシュタイン・キール, RLノルト |

### アイントラハト・ブラウンシュヴァイク
今季成績： 4位, 監督： ヘルムート・ヨハンゼン, 1967/68: 9位
| 入団 | - ベアンハート・デルフェル, 34-4, ハンブルガーSV, BL - ハートム－ト・ヴァイス, 33-15, VfBシュトゥットガルト, BL - フランツ・メアクホッファー, 12-0, HSVアマチュア - ヤロ・デッペ, 5-2, ユーゲントからの昇格 |
| 退団 | - ハンス＝ゲオルク・ドゥルツ, FCアーラウ - ヴォルフガン・ジモン (1946年生まれのサッカー選手), VfLヴォルフスブルク, RLノルト - ヴォルフガン・ブラーゼ, クラウス・マイアー (サッカー選手), 契約解除           |

### VfBシュトゥットガルト
今季成績： 5位, 監督： グンター・バウマン (サッカー選手), 1967/68: 8位
| 入団 | - ハンス・マイアー (サッカー選手), 27-1, SSVウルム, ALノルトヴュルテンベルク - ヴェアナー・ハーガ, 21-2, VfBアマチュア, ALノルトヴュルテンベルク |
| 退団 | - ハートムート・ヴァイス, アイントラハト・ブラウンシュヴァイク, BL - ヘルムート・フッタリー, MSVデュイスブルク, BL - マンフレート・ゲアトナー (1939年生まれのサッカー選手), SVレーヒリンク・フェルキンゲン, RLズュートヴェスト - ヴェアナー・プファイファー (サッカー選手), SSVロイトリンゲン, RLズュート |

### ハンブルガーSV
今季成績： 6位, 監督： クアト・コッホ (サッカー指導者), 1967/68: 13位
| 入団 | - フーゴー・シェル, 15-1, 1. FCニュルンベルク, BL - ユアゲン・ドリンゲルシュタイン, 23-1, SVヴァルトホフ, RLズュート - クラウス・フォック, 14-3, TuSフィンケンヴェルダー, フェアバンツクラッセ, St. Hansa - ロバート・ペツシュケ, 10-2, SpVggメアツィヒ, 2. アマトゥーアリーガ・ザールラント・ヴェスト - ゲアト・ギアシュコフスキ, 4-0, VfLオルデスレー - ハンス＝ヴェアナー・クレマー, 4-0, 1. FCニュルンベルク・アマチュア - ユアゲン・ザイファート, 2-0, 1. FCニュルンベルク・アマチュア |
| 退団 | - ベアント・デルフェル, アイントラハト・ブラウンシュヴァイク, BL - ヴィリ・ギーゼマン, HSVバルンベク=ウーレンホルスト, RLノルト - エアハート・シュヴァーイン, HSVバルンベク=ウーレンホルスト, RLノルト - ラインハート・レッフラー (サッカー選手), FCザンクト・パウリ, RLノルト - ディーター・シュトラウス, ベルゲドルフ85, RLノルト - ペーター・ローアシュナイダー, FCトゥーン - エルマー・マイ, Sportinvalide                                                                              |

### FCシャルケ04
今季成績： 7位, 監督： ギュンター・ブロッカー (-1968.11.17); →ルディ・グーテンドアフ (1968.11.22-), 1967/68: 15位
| 入団 | - フランツ・ハジル, 23-5, ラピート・ヴィーン - ラインハート・リブダ, 32-5, ボルシア・ドルトムント, BL - ハインツ・ファン・ハーレン, 30-2, MSVデュイスブルク, BL - ヘアバート・リュトケボーマート, 26-3, TSVマール=ヒュルス, RLヴェスト - ユアゲン・ガルビーアツ, 5-0, SCハッセル, ベツィルクスクラッセ・ヴェストファーレン, St. 12 - ゲアト・カスパースキ, 7-3, SWエッセン, RLヴェスト - ベアント・ミヒェル, 4-0, ヘッセン・カッセル, RLズュート |
| 退団 | - ホアスト・ブレヒンガー, カールスルーアーSC, RLズュート - ハーラルト・クローゼ, バイヤー04レヴァークーゼン, RLヴェスト - ヴィリ・クラウス (1943年生まれのサッカー選手), アイントラハト・ゲルゼンキルヒェン, RLヴェスト - ジャルコ・ニコリッチ, FKヴォイヴォディナ・ノヴィ・サド |

### アイントラハト・フランクフルト
今季成績： 8位, 監督： エーリヒ・リベック → エレク・シュヴァーツ, 1967/68: 6位
| 入団 | - ユアゲン・カルプ, 28-4, ユーゲント/アマチュアから昇格 - ギュンター・カイフラー, 6-0, ユーゲント/アマチュアから昇格 - ゲアト・トリンクライン, 1-0, ユーゲント/アマチュアから昇格                                                                                    |
| 退団 | - ペーター・ブルシュ, 1. FCケルン, BL - ユアゲン・フリードリヒ (サッカー選手), 1. FCカイザースラウテルン, BL - ヴォルフガン・ゾルツ, SVダルムシュタット98, RLズュート - ジークフリート・ブロナート, VfBリューベック, RLノルト - イシュトヴァーン・スターニ, 現役引退 |

### SVヴェルダー・ブレーメン
今季成績： 9位, 監督： フリッツ・ランナー, 1967/68: 2位
| 入団 | - クアト・ローダー, 4-0, アマチュアから昇格, LLブレーメン - ヘアベアト・マイアー (サッカー選手), 3-0, アマチュアから昇格, LLブレーメン - ホアスト・ビュンティン, 出場なし, ユーゲント代表選手/アマチュアから昇格, LLブレーメン - ディーター・ツェンブスキ, 1-0, BBVウニオン・ブレーメン, LLブレーメン - ラルフ・ファーバー, 1-0, SGデューレン99, フェアバンツリーガ・ミッテルライン |
| 退団 | - クラウス・ヘーネル, 現役引退 |

### TSVミュンヘン1860
今季成績： 10位, 監督： アルバート・ジン (-1968.10.31);  →ハンス・ピルツ (1968.11.1-), 1967/68: 12位
| 入団 | - ユアゲン・シュッツ, 20-6, SCブレシア - ハンス・リンゼンマイアー, 16-1, ボルシア・ノインキルヒェン, BLから降格 - クラウス・フィッシャー, 26-9, SCツヴィーゼル, LLニーダーバイエルン - フランツ・シェフナー, 8-0, VfRマンハイム, RLズュート - ヘルムート・ロート (サッカー選手), 6-0, SVテュービンゲン, LLヴュルテンベルク - ベアント・ゲアストナー, 3-1, リューナーSV, RLヴェスト |
| 退団 | - ハンス・キュッパース, 1. FCニュルンベルク, BL - ルートヴィヒ・ブリュンドル, 1. FCケルン, BL - ルディ・ブルネンマイアー, ザマックス・ノイエンブルク - ハンス・シュミット (サッカー選手), ESVインゴルシュタット, RLズュート - ゴットフリート・ペーター, アマチュア復帰 |

### ハノーファー96
今季成績： 11位, 監督： ズラトコ・チャイコフスキ → カール＝ハインツ・ミュールハウゼン, 1967/68: 10位
| 入団 | - ライナー・ツォーベル, 33-4, SC09ユールツェン, フェアバンツリーガ・オスト/ニーダーザクセン - ペーター・ローフ, 27-1, アマチュアから昇格 - クラウス・ブルーネ, 11-1, SFリックリンゲン, フェアバンツリーガ・ズュート/ニーダーザクセン - ヴィルフリート・アーネフェルト, 3-0, アマチュアから昇格, LLニーダーザクセン |
| 退団 | - ヴァルター・ローデカンプ, RFCリエージュ - ヴェアナー・グレバー, ヴッパーターラーSV, RLヴェスト - ヘアマン・シュトラシッツ, ヴッパーターラーSV, RLヴェスト - カイ・ポウルセン, KベールスホットVAV - ホースト・グルーネンベアク (サッカー選手), ブレーマーハーフェン93, RLノルト                                   |

### MSVデュイスブルク
今季成績： 12位, 監督： ローバート・ゲプハート (→ ギュラ・ローラーント), 1967/68: 7位
| 入団 | - ヘルムート・フッタリー, 33-1, VfBシュトゥットガルト, BL - アントン・ブアクハート, 28-0, 1. FCザールブリュッケン, RLズュートヴェスト - ヨハネス・リードル, 23-2, FKピルマゼンス, RLズュートヴェスト - カール＝ハインツ・ヴィスマン, 5-0, DJKグリュン=ヴァイス・ヴェアデン, クライスクラッセ・エッセン・ズュート/オスト - ヨハネス・リンゼン, 3-0, TuSヴァハテンドンク - アクセル・ルツァニー, 2-0, SSVgハイリゲンハオス, LLニーダーライン Gr. 1 |
| 退団 | - ハインツ・ファン・ハーレン, FCシャルケ04, BL - ホアスト・ヴィルト, カールスルーアーSC, RLズュート - エアヴィン・コステデ スタンダール・ドゥ・リエージュ - ハインツ・プフリュッゲ, VfRノイス, RLヴェスト |

### 1. FCケルン
今季成績： 13位, 監督： ハンス・メアクレ (→ ヴィリ・ムルタウプ), 1967/68: 4位
| 入団 | - ペーター・ブルシュ, 25-0, アイントラハト・フランクフルト, BL - ルートヴィヒ・ブリュンドル, 13-1, TSVミュンヘン1860, BL - ヴェアナー・ビスクプ, 32-6, フォルトゥナ・デュッセルドルフ, RLヴェスト - ベアンハート・ヘアメス, 11-1, 下部組織 - ロルフ・ビアクヘルツァー, 12-0, 下部組織 |
| 退団 | - ヴォルフガン・ラウシュ, ロート=ヴァイス・エッセン, RLヴェスト - ユアゲン・ルモーア, 1. FCカイザースラウテルン, BL - トニ・シューマハー (1938年生まれのサッカー選手), ヴィクトリア・ケルン, RLヴェスト - パウル・アルガー, ヴィクトリア・ケルン, RLヴェスト - カール＝ハインツ・シュトルート, フォルトゥナ・ケルン, RLヴェスト - ヘルムート・ベアクフェルダー, ボナーSC, RLヴェスト - ラインハート・ローダー, バイヤー04レヴァークーゼン, RLヴェスト - ディートマー・ミューアダー, バイヤー04レヴァークーゼン, RLヴェスト |

### ヘルタBSC
今季成績： 14位, BL昇格組, 監督： ヘルムート・クロンスバイン, 1967/68: レギオナルリーガ・ベルリン1位
| 入団 | - フランツ・ブルンス, 34-6, 1. FCニュルンベルク, BL - カール=ハインツ・フェアシュル, 32-0, 1. FCニュルンベルク, BL - ユアゲン・ヴェーバー (1944年生まれのサッカー選手), 12-1, ボルシア・ドルトムント, BL - ゲアノート・フライドル, 18-0, セントルイス - ヘアマン・ブレーデンフェルト, 16-3, SWエッセン, RLヴェスト - カール＝ハインツ・ロイフゲン, 出場なし, SWエッセン, RLヴェスト - カール＝ハインツ・ハウスマン, 2-0, ヴァッカー・04ベルリン, RLベルリン - アーノ・シュテッフェンハーゲン, 34-5, RFCアルト=ホラント |
| 退団 | - ペーター・クロンスバイン, ヴァッカー04ベルリン, RLベルリン - ハンス＝ディーター・クルーゲ, ヴァッカー04ベルリン, RLベルリン - ライナー・リンドナー, ヴァッカー04ベルリン, RLベルリン - マンフレート・グライフ, ヴァッカー04ベルリン, RLベルリン - ヨニー・エークブオノ, タスマニア1900ベルリン, RLベルリン |

### 1. FCカイザースラウテルン
今季成績： 15位, 監督： エゴン・ピエヒャチェク, 1967/68: 16位
| 入団 | - ユアゲン・フリードリヒ (サッカー選手), 34-7, アイントラハト・フランクフルト, BL - ユアゲン・ルーモーア, 33-1, 1. FCケルン, BL - ペーター・シュミット (1943年生まれのサッカー選手), 8-0, ヴィーナーSK - エアンスト・ディール (サッカー選手), 33-0, 下部組織 - フォルカー・クライン, 5-0, 下部組織 - ヘアマン・ゾイエツ, 出場なし, 下部組織 |
| 退団 | - ヘルムート・カピトゥルスキ, FKピルマゼンス, RLズュートヴェスト - ゲアト・ロッゲンザック, アルミニア・ビーレフェルト, RLヴェスト - アンドリヤ・アンコヴィッチ, SWブレゲンツ - ヴィリー・ライトガスル, フォルトゥナ・シッタルト |

### ボルシア・ドルトムント
今季成績： 16位, 監督： オスヴァルト・プファウ (-1968.12.16); →ヘルムート・シュナイダー (サッカー選手) (1968.12.17 - 1969.3.18); →ヘアマン・リンデマン (サッカー選手) (1969.3.21-), 1967/68: 14位
| 入団 | - クラウス・ギュンター (サッカー選手), 24-0, カールスルーアーSC, BLから降格 - ディートマー・エアラー, 18-1, アルミニア・ビーレフェルト, RLヴェスト - ヴェアナー・ヴァイスト (1949年生まれのサッカー選手), 17-7, SV1908ドルトムント, ベツィルクスクラッセ・ヴェストファーレン St.15 - フリードリヒ・レーマン (サッカー選手), 9-2, SVヴィースバーデン, RLズュートから降格 - ヴァルター・スツァウレ, 4-0, FSVフランクフルト, RLズュートから降格 - クラウス・ベックフェルト, 4-0, VfRマンハイム, RLズュート - ヘルムート・ヘーレン, 1-0, VfBオルデンブルク, RLノルト |
| 退団 | - ラインハート・リブダ, FCシャルケ04, BL - ユアゲン・ヴェーバー (1944年生まれのサッカー選手), ヘルタBSC, BL - ヴェアナー・ケッダーマン, アイントラハト・ゲルゼンキルヒェン, RLヴェスト - ゲアト・サイリアックス, 現役引退 - アキ・シュミット, 現役引退, ヤーン・レーゲンスブルクの監督就任 (RLズュート) |

### 1. FCニュルンベルク
今季成績： 17位, 監督： マックス・メアケル (-1969.3.24); →ロバート・ケアナー (1969.3.25 - 1969.4.10); →クーノー・クレッツァー (1969.4.12-); 1967/68: 1位
| 入団 | - ユアゲン・リュニオ, 25-0, カールスルーアーSC, BLから降格 - クラウス・ツァチュク, 34-3, カールスルーアーSC, BLから降格 - ハンス・キュッパース, 33-10, TSVミュンヘン1860, BL - ハンス・リゴッティ, 4-0, FCバイエルン・ミュンヘン, BL - ペーター・チェアノツキー, 8-0, ボルシア・ノインキルヒェン, BLから降格 - ヨーニー・ハンゼン (1943年生まれのサッカー選手), 21-0, ヴァイレ・ボールクルプ - エーリヒ・ベーア, 25-2, SpVggフュルト (1967年末まで): VfLノイシュタット/コーブルク - ディーター・ニュッシン, 23-5, FCメッテルニヒ, ALラインラント - アマント・タイス, 7-0, SVヘレンハーン/ヴェスターヴァルト - フランツ・ツィマート, 1-0, ユーゲントから昇格 - テオ・ホーマン, 出場なし, SSVヴェルネ, LLヴェストファーレン St. 5 - ユアゲン・レーア, 出場なし, FVシュパイアー, 1. ALズュートヴェスト (66-14 RL, 62-16 2. BL) - ヴァルター・プラット, 出場なし, ゲルマニア・ヴィースバーデン, ALヘッセン |
| 退団 | - グストル・シュタレク, FCバイエルン・ミュンヘン, BL - フランツ・ブルンス, ヘルタBSC, BL - カール＝ハインツ・フェアシュル, ヘルタBSC, BL - ヘルムート・ヒルパート (サッカー選手), SVヴァルトホフ, RLズュート - ギュラ・トート (1941年生まれのサッカー選手), SSVヤーン・レーゲンスブルク, RLズュート - フーバート・シェル, ハンブルガーSV, BL (他にアマチュア選手2名、クレマーとザイファートも放出) - マンフレート・エーベンヘー, SpVggフュルト, RLズュート - ヴルフ＝インゴ・ウースベック, ブラオ=ヴァイス90ベルリン, RLベルリン - ホアスト・ブランケンブアク, ヴィーナーSC |

### キッカース・オッフェンバッハ
今季成績： 18位, 監督： パウル・オスヴァルト, 1967/68: レギオナルリーガ・ズュート2位, BL昇格組
| 入団 | - ハンス・ノヴァク (サッカー選手), 12-0, FCバイエルン・ミュンヘン, BL - ディーター・クールマン, 22-3, FCバイエルン・ミュンヘン, BL - ペーター・ヴェアナー (サッカー選手), 3-0, FCバイエルン・ミュンヘン, BL - ヘルムート・ジーバー, 31-4, FCヴァッカー・インスブルック - ルドルフ・コッホ (サッカー選手), 21-1, 下部組織 - ハインツ・シェーンベアガー (サッカー選手), 14-1, 下部組織 - フーバート・ゲンツ, 出場なし, 下部組織 |
| 退団 | - ローター・ヴェシュケ, フォルトゥナ・デュッセルドルフ, RLヴェスト - ヴォルフガン・ミュールシュヴァイン, SVダルムシュタット98, RLズュート - ディーター・シュタングル, SVダルムシュタット98, RLズュート - エアンスト・ヴィンターハルター, シュヴァーベン・アウクスブルク, RLズュート - マンフレート・エアバー, ハインツ=ベアント・エンガート, 現役引退                                                                         |

## 主審[9]
| 名前                                     | 生年月日   | 所属協会           | 担当試合数 | 退場宣告数 |
| ---------------------------------------- | ---------- | ------------------ | ---------- | ---------- |
| ハインツ・アルディンガー                 | 1933-01-07 | ヴュルテンベルク   | 5          | 0          |
| ディートリヒ・バーゼドウ                 | 1930-07-17 | ハンブルク         | 5          | 0          |
| アルフォンス・ベッツ                     | 1928-11-21 | バイエルン         | 8          | 0          |
| エトムント・ビーン                       | 1927-05-31 | ズュートヴェスト   | 2          | 0          |
| アルバート・ビンダー (審判員)            | 1928-07-05 | ヴュルテンベルク   | 5          | 1          |
| フェアディナント・ビヴァージ             | 1934-06-24 | ザールラント       | 9          | 0          |
| ホアスト・ボナッカー                     | 1937-05-18 | 不明               | 4          | 0          |
| エトガー・ドイシェル                     | 1920-10-04 | ズュートヴェスト   | 8          | 1          |
| ヴァルター・エシュヴァイラー             | 1935-09-20 | ミッテルライン     | 8          | 0          |
| カール＝ハインツ・フォアク               | 1930-07-13 | ヴェストファーレン | 2          | 0          |
| ルドルフ・フリッケル                     | 1932-07-16 | バイエルン         | 5          | 0          |
| ヘルムート・フリッツ (審判員)            | 1923-10-19 | ズュートヴェスト   | 10         | 1          |
| オスヴァルト・フリッツ                   | 1925-04-10 | バーデン           | 5          | 0          |
| ペータ－・ガボーア                       | 1940-04-19 | ベルリン           | 1          | 0          |
| フィリップ・ゲン                         | 1926-05-04 | ズュートバーデン   | 4          | 0          |
| ヨーゼフ・ハーガー (サッカー選手)        | 1925-06-08 | バーデン           | 1          | 0          |
| クート・ハントヴェアカー                 | 1921-12-11 | バーデン           | 4          | 1          |
| ディーター・ヘッケロート                 | 1939-07-04 | ヘッセン           | 2          | 0          |
| ゲアト・ヘニヒ                           | 1935-04-24 | ニーダーライン     | 9          | 0          |
| ホアスト・ヘアデン                       | 1928-07-08 | ハンブルク         | 9          | 0          |
| フランツ・ホイマン                       | 1923-03-14 | バイエルン         | 10         | 0          |
| ヴィルフリート・ヒルカー                 | 1930-08-14 | ヴェストファーレン | 6          | 1          |
| ハンス・ヒレブラント                     | 1935-06-12 | ニーダーライン     | 6          | 0          |
| ヴァルター・ホーストマン                 | 1935-08-28 | ニーダーザクセン   | 9          | 1          |
| パウル・キンダーファーター               | 1940-01-24 | ミッテルライン     | 4          | 0          |
| アルフレート・ケーラー (審判員)          | 1936-01-18 | 不明               | 5          | 0          |
| ルードルフ・クライトライン               | 1919-11-14 | ヴュルテンベルク   | 9          | 0          |
| ヴェアナー・クルムナック                 | 1934-06-21 | ヴェストファーレン | 4          | 0          |
| ギュンター・リン                         | 1935-03-16 | ラインラント       | 7          | 0          |
| ヨハネス・マルカ                         | 1922-07-16 | ヴェストファーレン | 6          | 0          |
| カール・ニーマイアー (審判員)            | 1920-08-29 | ミッテルライン     | 5          | 0          |
| クラウス・オームゼン                     | 1935-10-16 | ハンブルク         | 8          | 0          |
| アルフレート・オット                     | 1934-06-19 | ラインラント       | 11         | 1          |
| カール＝ハインツ・ピッカー               | 1928-09-26 | ハンブルク         | 4          | 0          |
| ヤン・レーデルフス                       | 1935-08-20 | ニーダーザクセン   | 11         | 0          |
| エヴァルト・レゲリー                     | 1934-03-17 | ベルリン           | 6          | 0          |
| カール・リーク                           | 1929-11-15 | バイエルン         | 8          | 2          |
| クラウス＝ディーター・レークナー         | 1933-12-11 | ニーダーザクセン   | 2          | 0          |
| エルマー・シェーファー (審判員)          | 1940-07-20 | ハンブルク         | 7          | 3          |
| ルドルフ・シュライナー (審判員)          | 1920-12-13 | ヘッセン           | 3          | 0          |
| ルードルフ・シュレック                   | 1933-12-02 | 不明               | 4          | 0          |
| ゲアハート・シューレンブアク             | 1926-10-11 | ニーダーザクセン   | 9          | 1          |
| ブルーノ・シュルツ (審判員)              | 1934-05-13 | ベルリン           | 6          | 0          |
| ユーゲン・シューマン (審判員)            | 1940-05-02 | ラインラント       | 1          | 0          |
| フリッツ・ザイラー (1927年生まれの審判員 | 1927-08-14 | ヴュルテンベルク   | 6          | 0          |
| ハインツ・ジーベアト (審判員)            | 1925-08-02 | バーデン           | 8          | 0          |
| ゲアト・ジーペ                           | 1929-07-27 | ミッテルライン     | 6          | 1          |
| マックス・シュピンラー                   | 1920-09-10 | ズュートヴェスト   | 6          | 0          |
| クアト・チェンシャー                     | 1928-10-05 | バーデン           | 7          | 0          |
| ハンス・フォス (審判員)                  | 1928-08-10 | ヴェストファーレン | 3          | 0          |
| フランツ・ヴェンゲンマイアー             | 1926-03-14 | バイエルン         | 6          | 0          |
| ハンス＝ヨアヒム・ヴェイラント           | 1929-09-29 | ニーダーライン     | 7          | 0          |
| 通算                                     | 通算       | 通算               | 306        | 14         |
| 出典: weltfussball.de                    |            |                    |            |            |